# ジョージ・ターナー (小説家)
ジョージ・レジナルド・ターナー（英: George Reginald Turner、1916年10月16日 - 1997年6月8日）はオーストラリアの作家兼評論家で、晩年になってよく書いたサイエンス・フィクションで知られている。SF作家としては遅咲きである。最初のSF小説は1978年のもので、既に60代だった。その時点で既に主流小説作家として成功しており（マイルズ・フランクリン賞受賞）、文学評論家としても成功していた。1960年代、ターナーは正直で公平で気難しいSF評論家として名が知られていた。
ターナーのSF作品は、極めて詳細な外挿と道徳や社会問題への常に真剣なアプローチが特徴である。例えば、Drowning Towers や Genetic Soldier といった小説では、地球温暖化の未来の成り行きを鬱々と描いている。Drowning Towers はアーサー・C・クラーク賞を受賞している。その作品の多くはオーストラリア人気質に溢れ、時にはアボリジニを描くこともある。SF作家としてのスタートは遅かったが、亡くなる直前ごろにはオーストラリアSF界を代表する人物となっていた。
ジョージ・ターナーは1999年にメルボルンで開催されたワールドコンに招待されていたが、その前に亡くなった。

## 長編小説と短編集
- Young Man of Talent [vt Scobie: A Novel] (1959)
- A Stranger and Afraid (1961)
- The Cupboard Under the Stairs (1962)
- A Waste of Shame (1965)
- The Lame Dog Man (1967)
- Beloved Son (1978)
- Transit of Cassidy (1978)
- Vaneglory (1981)
- Yesterday's Men (1983)
- Drowning Towers [vt The Sea and the Summer] (1987)
- The Sea and Summer (1987)
- A Pursuit of Miracles （短編集） (1990)
- Brain Child (1991)
- The Destiny Makers (1993)
- Genetic Soldier (1994)
- Down There in Darkness (1999)

## アンソロジー
- The View from the Edge, 編集 (1977)

## 自伝
- In the Heart or in the Head: An Essay in Time Travel, (1984)

伝記としては次がある。
- "George Turner: A Life" by Judith Raphael Buckrich, Melbourne University Press, 1999.

## 受賞歴
| マイルズ・フランクリン賞                            | The Cupboard Under the Stairs, 1962 （共同受賞） |
| オーストラリアSF功績賞                              | Beloved Son, 1979                                |
| アーサー・C・クラーク賞                             | The Sea and Summer , 1988                        |
| 英連邦作家賞 東南アジアおよび南太平洋地域、最優秀賞 | The Sea and Summer, 1988                         |